# 호리이 아라타
호리이 아리타(堀井 新太, 1992년 6월 21일 ~)은 일본의 배우이자 일본의 와타나베 엔터테인먼트 소속의 남성 배우 집단 D-보이즈 및 D☆DATE의 일원이다.

## 출연

### 드라마
- 《시마시마》（2011년 4월 22일 - 6월 24일, TBS）
- 《아름다운 그대에게~미남☆파라다이스~》(2011년 7월 10일 - 9월 18일, 후지 TV) - 쿠마토리 진
- 《슈가리스》제9회 - 제10회 (2012년 11월 28일 - 12월 5일, 닛폰 TV)
- 《장난스런 Kiss 2~Love in TOKYO》 （2014년 12월 - 2015년 4월, 후지 TV）- 카모가리 케이타 역
- 《러브러브 에일리언》 제5・12・16・17・27회 （2016년 7월 28일・8월 11일・25일 ・9월 22일） - 요시에 켄이치로 역
- 《미움받을 용기》 （2017년 2월 9일 - 3월 16일, 후지 TV) - 안도 유마 역
- 《3인의 아빠》 (2017년 4월 19일 - 6월 21일, NTV) - 히라바야시 타쿠토 역
- 《닥터-Y~외과의·카지 히데키~》（2017년 9월 26일) - 나카타 카즈마 역
- 《블랙 리벤지》 （2017년 10월 5일 - 12월 8일, YTV） - 타카츠키 유우야 역
- 《돌멘 X》 (2018년 3월 10일 - 3월 11일, 닛폰 TV ) - 사이 역
- 《언젠가 이 비가 그치는 날 까지》(2018년 8월 24일 - 9월 29일, 도카이 TV) - 타니가와 카즈야 역

### 영화
- 2016년 《푸른하늘 옐》 - 키도 야스시 역
- 2018년 《돌멘 X》 - 사이 역